# Oecobius fahimii
Espèce
Oecobius fahimii est une espèce d'araignées aranéomorphes de la famille des Oecobiidae.

## Distribution
Cette espèce est endémique de la province de Kerman en Iran,. Elle se rencontre dans le Dasht-e Lut.

## Description
Le mâle subadulte paratype mesure 2,5 mm.

## Étymologie
Cette espèce est nommée en l'honneur de Hadi Fahimi.

## Publication originale
- Zamani & Marusik, 2018 : The first report on the spider fauna (Arachnida: Araneae) of the Lut Desert, Iran. Acta Arachnologica, vol. 67, no 2, p. 67-75.